# Cap York (Groenland)
Pour les articles homonymes, voir York et Péninsule du cap York.
Le cap York ou Innaanganeq est un cap situé sur la côte nord-ouest du Groenland. Il borde la baie de Baffin, une mer bordière de l'océan Arctique.
C'est dans cette région, sur l'île Météorite (Meteorit Ø), que d'imposants fragments d'une météorite de fer (plus de 30 tonnes) furent découverts et emportés par les Américains en 1894. 

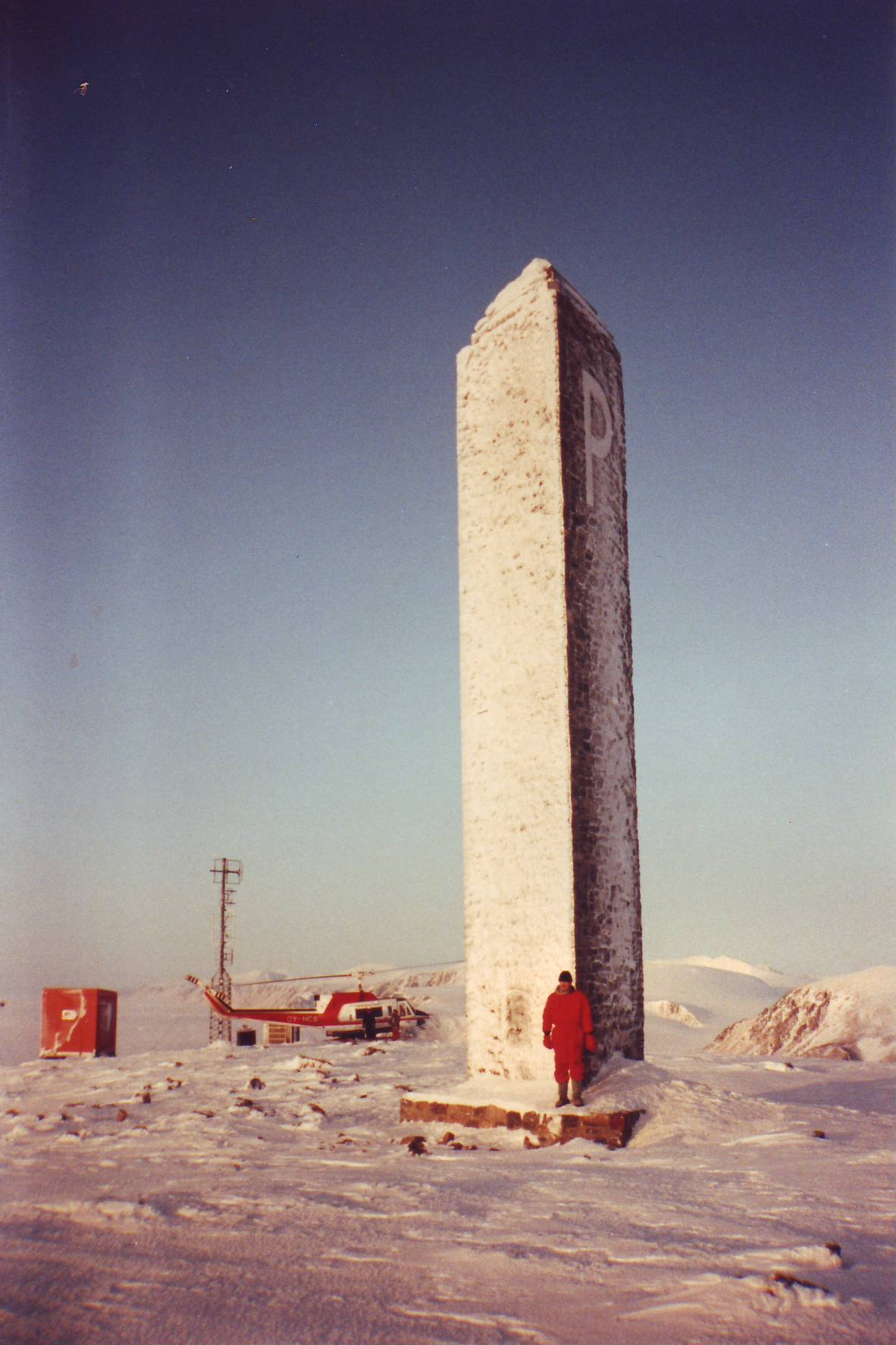
Monument dédié à Peary

Un monument en hommage à Robert Peary y est érigé.